# Alfred Schaefer (Schriftsteller)
Alfred Schaefer (geboren 25. Juli 1907 in Rosdzin, Oberschlesien, heute zu Katowice; gestorben 12. Oktober 1999 in Berlin) war ein deutscher Schriftsteller im Bereich der politischen Philosophie.

## Biographische Skizze
Alfred Schaefer wurde in Oberschlesien geboren, kam aber schon als Kind mit seinen Eltern nach Berlin. Ende der 1920er Jahre studierte er bei den Philosophen Artur Buchenau und Eduard Spranger sowie bei den Gestalt-Theoretikern Max Wertheimer und Wolfgang Köhler. Gleichzeitig war er als Schauspieler an der Piscator-Bühne und Gerhard Bienerts „Gruppe junger Schauspieler“ aktiv und hatte 1932 eine Rolle in dem Brecht-Film Kuhle Wampe oder: Wem gehört die Welt? Schaefer war bereits in der Zeit des aufkommenden Nationalsozialismus politisch stark engagiert. Als Mitglied der KPD war er weiterhin aktiv, als diese 1933 verboten wurde, so baute er Kontakt zur Neuköllner Gruppe „Parole“ auf, die aus ehemaligen Sozialdemokraten bestand. 1934 wurde er verhaftet und zu fünf Jahren Gefängnis wegen „Vorbereitung zum Hochverrat“ verurteilt. Sofort nach seiner Entlassung 1940 emigrierte er nach Shanghai, überlebte dort den Krieg und kehrte 1948 nach Deutschland zurück. Hier musste er erfahren, dass seine Familie nicht mehr existierte. Schaefer entschloss sich zu einer zweiten Emigration, diesmal nach Australien, wo er sein unterbrochenes Studium fortsetzte. Zwecks seiner Promotion über die politische Philosophie David Humes, die er 1960 bei der Freien Universität Berlin einreichte, kehrte er jedoch 1956 nach Deutschland zurück, in den westlichen Teil, da er sich aufgrund der Entwicklungen in der Sowjetunion vom Parteikommunismus distanziert hatte. Seit den 1960er Jahren wirkte Schaefer als produktiver philosophischer Schriftsteller und ständiger Rezensent für den Philosophischen Literaturanzeiger.
Alfred Schaefer lebte zuletzt in Berlin. Seine Urne wurde bei seinen im Dritten Reich ermordeten Verwandten auf dem Friedhof Weißensee bestattet.

## Schriften
- David Hume – Philosophie und Politik. Meisenheim am Glan: Hain 1963 (u. d. T. Erkenntnis, menschliche Natur und Bild des politischen Menschen in der Philosophie David Humes zugleich Dissertation, Freie Universität Berlin 1960).
- Macht und Protest. Meisenheim am Glan: Hain 1968 (erw. Neuauflage u. d. T. Der Staat und das Reservat der Eigenheit – Hegel, Marx, Stirner. Berlin: Berlin-Verlag Arno Spitz 1989 ISBN 3-87061-361-0; übern. Cuxhaven: Junghans 1996 ISBN 3-926848-70-7)
- Die alten und die jungen Moralisten – Erbe ohne Erben. München: Manz 1971 ISBN 3-7863-0131-X
- Lenin neunzehnhundertsiebzehn – Eine Aufklärung der Machtergreifung durch Lenin-Texte. Berlin: Berlin-Verlag Arno Spitz 1980 ISBN 3-87061-161-8
- Die Schopenhauer-Welt. Berlin: Berlin-Verlag Arno Spitz 1981 ISBN 3-87061-227-4 (übern. Cuxhaven: Junghans 1996 ISBN 3-926848-80-4)
- Die Moral in der Politik – zur Selbstbesinnung im revolutionären historischen Prozess. Berlin: Berlin-Verlag Arno Spitz 1981 ISBN 3-87061-125-1 (übern. Cuxhaven: Junghans 1996 ISBN 3-926848-63-4)
- Probleme Schopenhauers. Berlin: Berlin-Verlag Arno Spitz 1984 ISBN 3-87061-180-4 (übern. Cuxhaven: Junghans 1996 ISBN 3-926848-64-2)
- Das Dogma – Wegbereiter der Diktatur. Analyse von Stalin-Texten. Berlin: Berlin-Verlag Arno Spitz 1984 ISBN 3-87061-282-7 (übern. Cuxhaven: Junghans 1996 ISBN 3-926848-65-0)
- Satyrspiel – Friedrich Nietzsche vor der europäischen Tragödie. Berlin: Berlin-Verlag Arno Spitz 1985 ISBN 3-87061-293-2 (übern. Cuxhaven: Junghans 1996 ISBN 3-926848-66-9)
- Lenins Philosophieren – eine Kritik seines Vermächtnisses. Berlin: Berlin-Verlag Arno Spitz 1986 ISBN 3-87061-312-2 (übern. Cuxhaven: Junghans 1996 ISBN 3-926848-67-7)
- Friedrich Nietzsche zur Rechtfertigung des Daseins. Berlin: Berlin-Verlag Arno Spitz 1987 ISBN 3-87061-329-7 (übern. Cuxhaven: Junghans 1996 ISBN 3-926848-68-5)
- Kritik des dialektischen Materialismus durch den historischen Materialismus. Berlin: Berlin-Verlag Arno Spitz 1988 ISBN 3-87061-346-7
- Spinoza – Philosoph des europäischen Bürgertums. Berlin: Berlin-Verlag Arno Spitz 1989 ISBN 3-87061-363-7 (übern. Cuxhaven: Junghans 1996 ISBN 3-926848-71-5)
- Die Macht der Tendenz in Hegels Rechtsphilosophie. Berlin: Berlin-Verlag Arno Spitz 1990 ISBN 3-87061-274-6 (übern. Cuxhaven: Junghans 1996 ISBN 3-926848-72-3)
- Der Nihilismus in Hegels Logik. Berlin: Berlin-Verlag Arno Spitz 1992 ISBN 3-87061-391-2 (übern. Cuxhaven: Junghans 1996 ISBN 3-926848-73-1)
- Die Anonymität des Denkens – agnostischer Essay. Berlin: Berlin-Verlag Arno Spitz 1993 ISBN 3-87061-064-6
- Die Idee in Person – Hobbes' Leviathan in seiner und unserer Zeit. Berlin: Berlin-Verlag Arno Spitz 1993 ISBN 3-87061-284-3 (übern. Cuxhaven: Junghans 1996 ISBN 3-926848-75-8)
- Fügungen – philosophische Essays. 6 Bände. Cuxhaven: Junghans 1995 ISBN 3-926848-47-2 (Band 1), 1996 ISBN 3-926848-53-7 (Band 2), 1996 ISBN 3-926848-82-0 (Band 3), 1997 ISBN 3-926848-93-6 (Band 4), 1999 ISBN 3-932905-15-6 (Band 5), 1999 ISBN 3-932905-23-7 (Band 6)